# کسر حجمی
کسر حجمی (به انگلیسی: Volume fraction) در شیمی برای بیان غلظت یک ماده در محلول استفاده می‌شود و عبارت است از حجم ماده مورد نظر {\displaystyle V_{i}} به حجم کل محلول {\displaystyle V}. این کمیت که بدون بعد می‌باشد با نماد {\displaystyle \phi _{i}} نشان داده می‌شود. واحد این حجم‌ها در سیستم بین‌المللی m3 می‌باشد.
{\displaystyle \phi _{i}={\frac {V_{i}}{V}}}
همچنین مجموع کل کسرهای حجمی برای هر جز همواره برابر یک خواهد بود.
{\displaystyle \sum _{i=1}^{N}V_{i}=V;\sum _{i=1}^{N}\phi _{i}=1}